# Bryan Michael Stoller

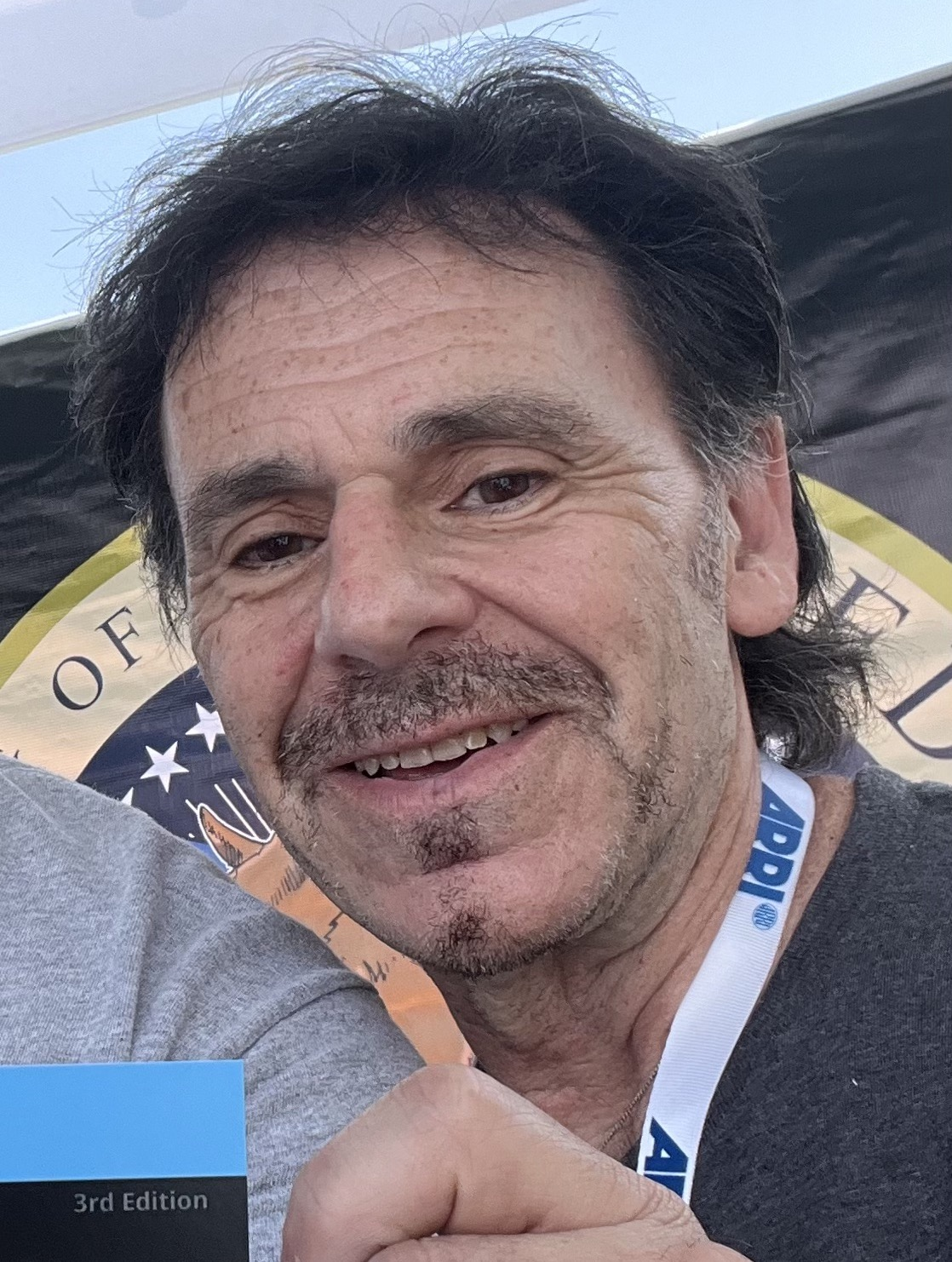
Bryan Michael Stoller

Bryan Michael Stoller es un director de cine canadiense.
Nacido en 1960 en Peterborough, Ontario, se trasladó con su familia a Ottawa cuando tenía seis años. Su pasión por el cine empezó cuando su padre le regaló una antigua cámara de filmar. Con once años protagonizó en la cadena de televisión CBC el programa Film Fun, donde mostraba a un público infantil cómo hacer sus propias películas en súper 8. En 1974 ya había recibido varios premios por sus trabajos como aficionado. En 1981 ingresó en el American Film Institute. En 1986 dirigió el episodio The Bitterest Pill, protagonizada por Mark Blankfield, de la serie Tales from the Darkside.

## Filmografía
- 1984: TV's Bloopers & Practical Jokes (para TV).
- 1986: The Bitterest Pill, episodio de Tales from the Darkside (para TV).
- 1994: Turn of the Blade.
- 1995: Factor aleatorio (The Random Factor).
- 1996: Dragon Fury II.
- 1999: Un ángel para Jenny (Undercover Angel).
- 2004: Miss Naufragio (Miss Cast Away).
- 2007: Light Years Away.